# 金剛型護衛艦

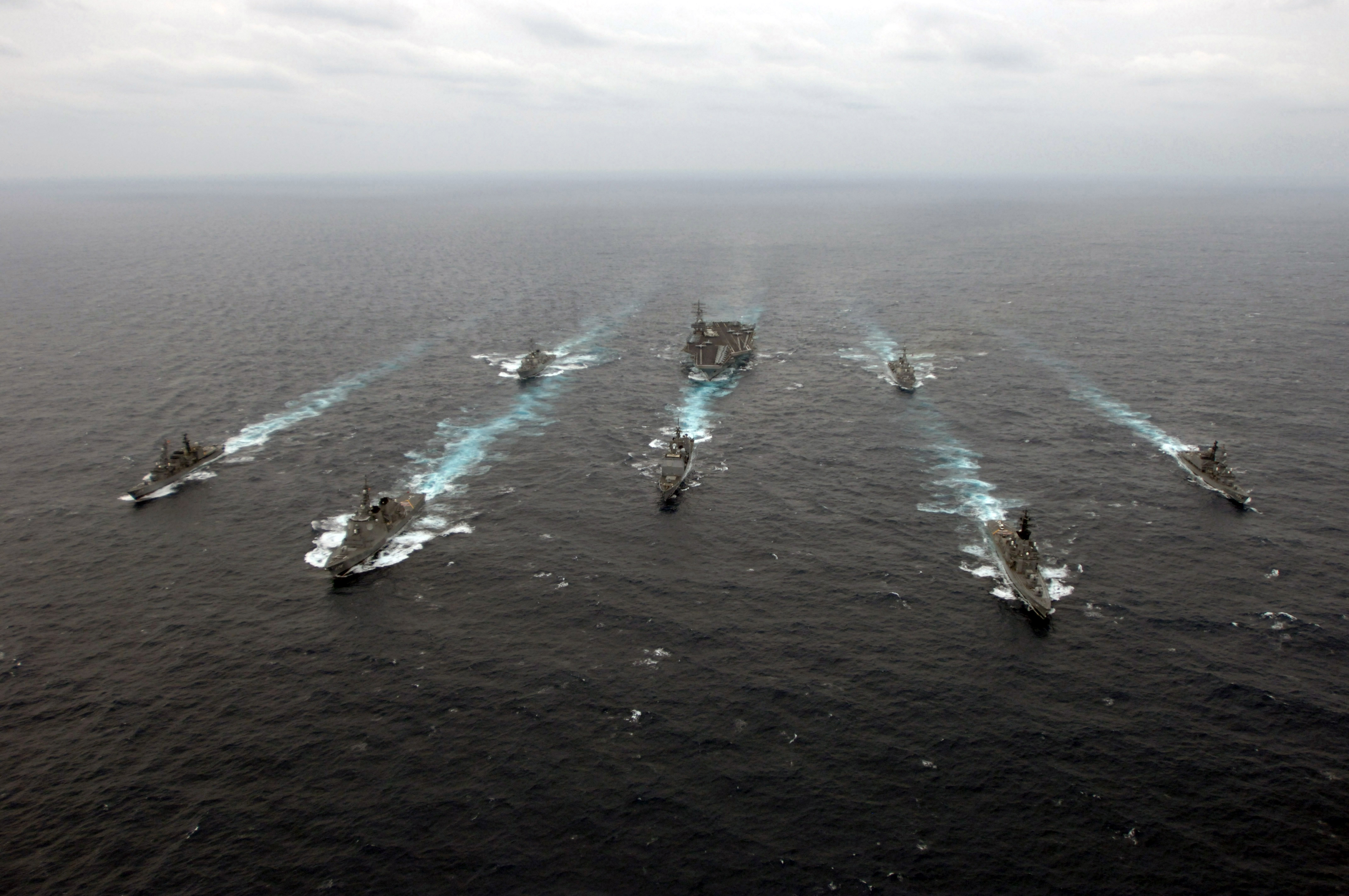
隆納·雷根號航空母艦、妙高號護衛艦、榛名級護衛艦、朝霧型護衛艦×２、提康德罗加级导弹巡洋舰、阿利·伯克級驅逐艦×２、美日軍事演習

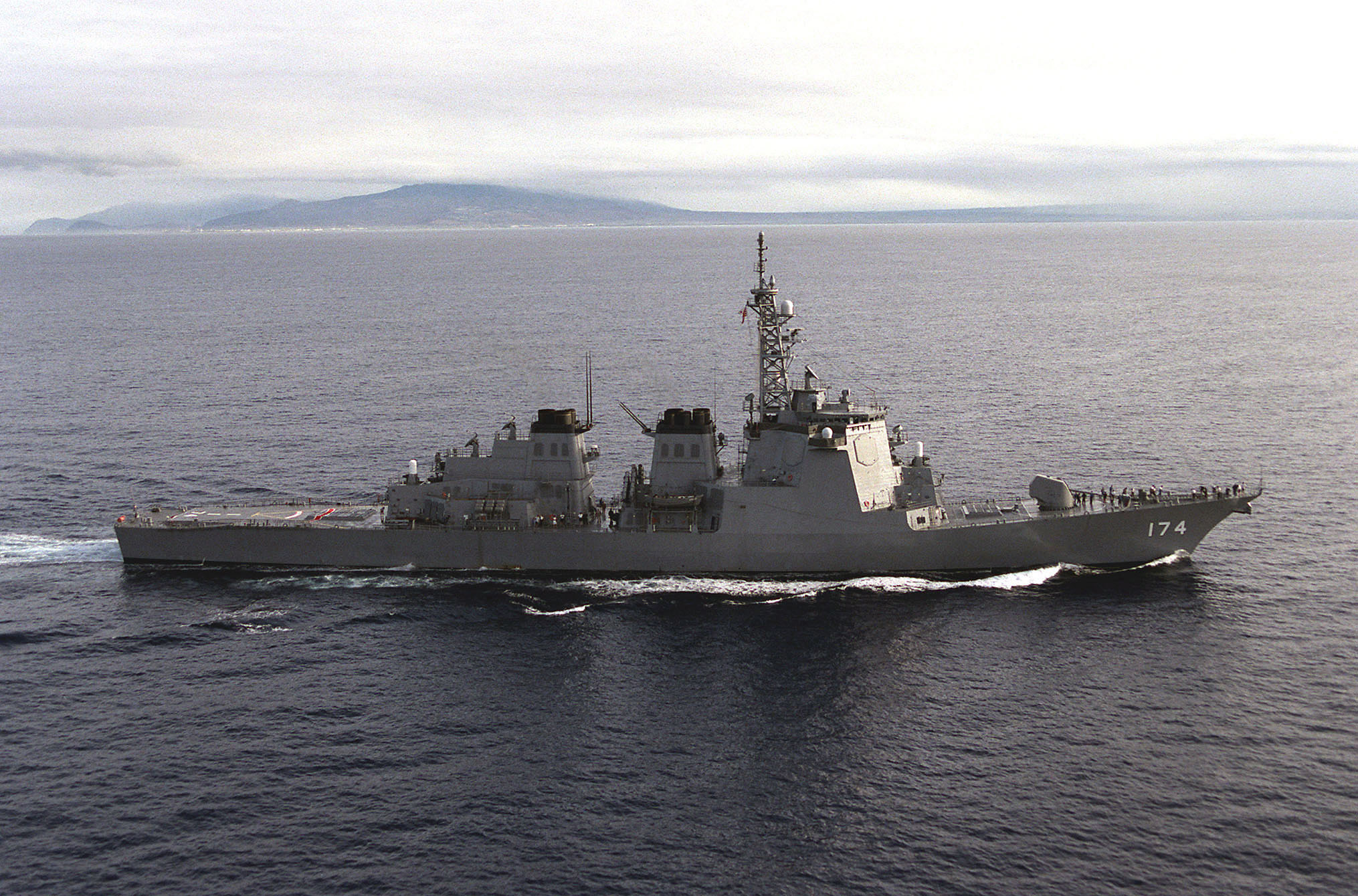
霧島號，攝在於1998年度的環太平洋聯合軍事演習（RIMPAC）

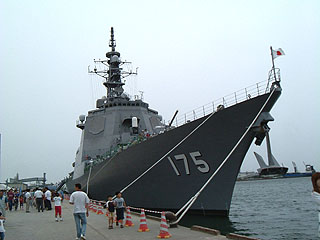
妙高號，2003年7月攝於秋田港

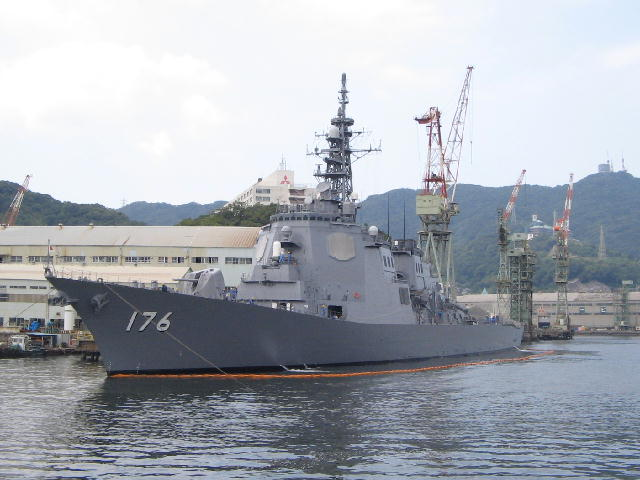
鳥海，2005年9月攝於長崎

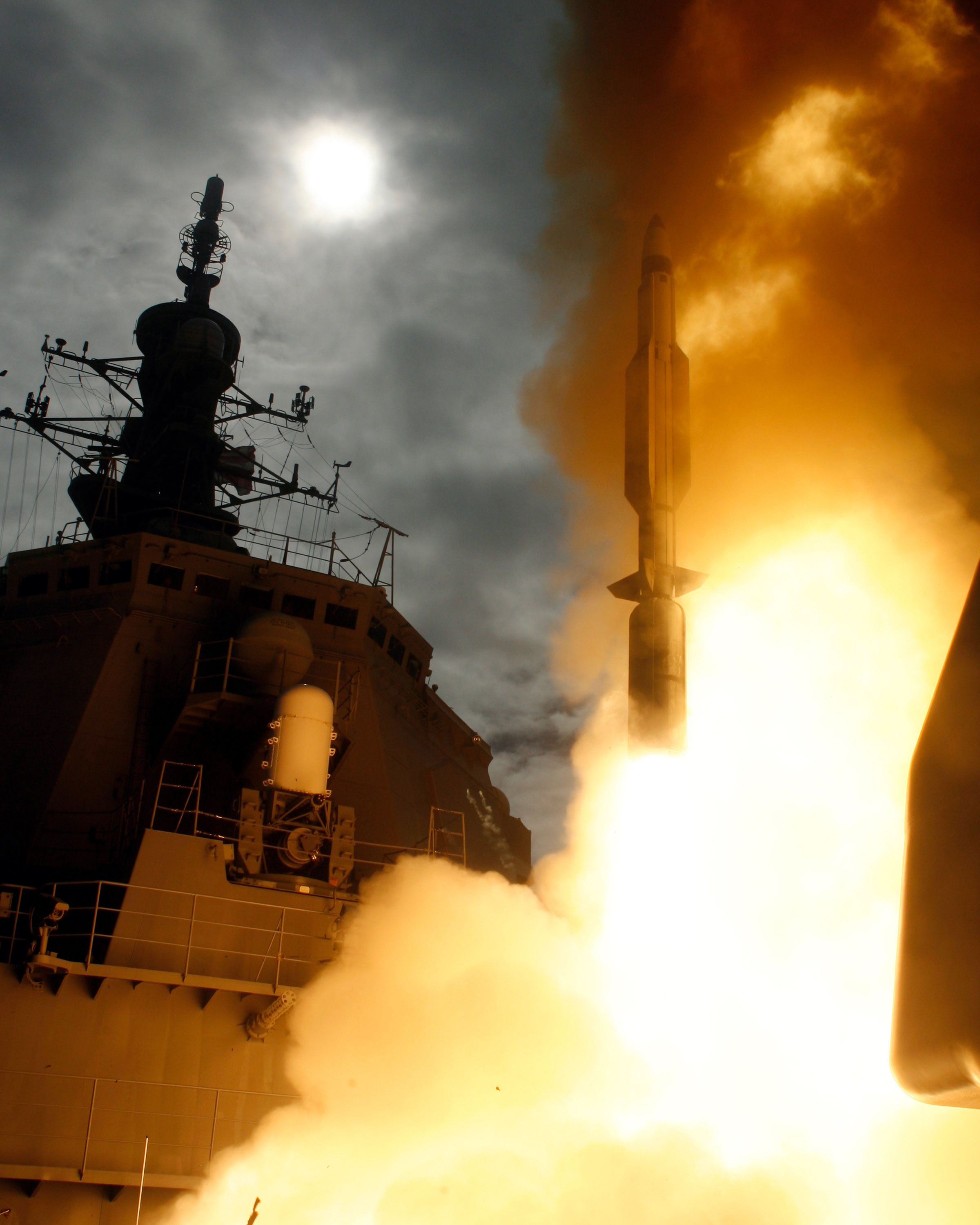
金剛號發射標準三型飛彈

金刚级驱逐舰（こんごう型護衛艦）是日本海上自衛隊旗下所屬、配備有神盾戰鬥系統的護衛艦，是該單位在1988年時為了提高防空能力，決定引進並導入。本艦級的一號艦金剛號於1993年竣工。金剛級一共建造4艘，除了是海上自衛隊最早配備的神盾艦之外，也是全球除了美國海軍之外最早出現的神盾艦。在護衛艦隊中每1個護衛隊群配備1艘，為艦隊主要的防空中心。

## 簡介
在冷戰時代，身為島國的日本由於各種能源及資源都仰賴進口，因此要確保海上運輸路線的安危成為非常重要的課題。而在同一時期，美蘇兩國之間仍處於冷戰高峰，隨時有可能爆發戰爭；為了要確保以航空母艦為中心的航空母艦戰鬥群在面對假想敵結合反艦飛彈與攻擊機構築之飽和攻擊時，擁有足夠的防空能力。而日本作為東亞對蘇前線重鎮，如果有神盾艦對美國的西太平洋防務可說如虎添翼。
在1986年（昭和61年）5月，防衛廳內部的監察組織升格為「防衛改革委員會」，委員會旗下有4個子單位，其中一個名為「洋上防空體制委員會」（簡稱「洋防研」），專門探討遠洋防空該使用甚麼方式效率最好。他們評估了超视距雷达、預警機、攔截機、防空飛彈系統等構築的防衛體系後，得到了在軍艦上裝上神盾戰鬥系統與配套的防空飛彈效益最好這個結論，而這個研究在1987年的安保會議內獲得接納，等於為從美國引進神盾系統開了決策綠燈。
因此，日本方面在1988年（昭和63年度）的中期防衛力整備計畫中正式將神盾艦的引進納入。此級艦在開發初期原稱為「7,200噸級護衛艦」，其配置的神盾系統相關設備是由美國方面以海外軍售（Foreign Military Sales, FMS，日文中稱之為「對外有償軍事援助」）的方式售予。新艦的船體是以美國海軍所使用的阿利·勃克級驅逐艦為基礎，由日方自行開發而成。單艦造價約1,223億日幣，每年的維持費為40億日幣。
當金剛級的一號艦金剛號於1993年時正式完工時，正好遇上蘇聯解體、冷戰結束的時代，因此開始有人提出「到這個時期不需要高性能的戰鬥船艦」的負面意見。然而，隨著北韓開始發展彈道飛彈所帶來的潛在危機，原本就擁有高性能雷達偵察能力的金剛級陸續在反飛彈作戰能力方面獲得強化，以符合新世代的任務需求。
為了使其擁有彈道飛彈防禦（Ballistic Missile Defense, BMD）的能力，金剛級諸艦在改裝的過程中換上了Block IA版本的RM-161標準三型飛彈。不過，金剛級的VLS（垂直發射系统）僅有發射防空飛彈與RUM-139 VL-ASROC（反潛火箭）的能力，並未配置原本屬勃克級主要攻擊武力一環、對地攻擊專用的BGM-109「戰斧」巡弋飛彈。
與作為基礎的阿利·勃克級前期型（Flight IA）同樣，金剛級的艦尾設置有直昇機甲板，卻沒有收容用的機庫，但是由于金剛級配备OQR-1直升机数据链，因此仍然具备与直升机协同作战的能力。該甲板亦具有簡單的直昇機油料補給能力，雖然無法載運直昇機進行遠航，但仍能利用直昇機上的聲納等設備，強化反潛作戰能力。在2002年（平成14年度）計畫中決定建造具備直昇機搭載操作能力的金剛級改良艦——愛宕級。目前兩艘愛宕級護衛艦皆已服役。

### 與阿利·伯克級的差異
金剛級與作為開發藍本的阿利·伯克級Flight I/II構型相比，在基本能力方面大致相同，但較晚登場的金剛級仍有不少加強及修改，例如直昇機甲板的變更。由於金剛級諸艦皆被海上自衛隊當作護衛艦隊的旗艦使用，艦橋部分為了要容納2套指揮設備而較勃克級高了兩層甲板份量，導致排水量比勃克級增加不少，已經逼近美國海軍更上級的提康德羅加級飛彈巡洋艦。
除了尺寸的加大外，金剛級在艦橋周邊的天線配置方面亦有不少改變。主炮由Mk 45艦砲改為能對空射擊的義大利奧托梅萊拉（OTO Melara）製127毫米單連艦砲，由日本國産的FCS-2-21型射控系統負責控制。金剛級亦没有采用阿利·伯克级较为简洁的倾斜式轻质合金船桅，改為使用雷达截面积较高的传统式重型四角桁架。

## 同型艦
金剛級護衛艦一共有四艘同級艦，四艦全都是襲名自二次大戰時代日本海軍旗下的巡洋戰艦以及重巡洋艦。
| 艦名                | 舷號    | 造船廠                      | 動工          | 下水          | 服役          | 所屬部隊                                          | 艦名由來                     |
| ------------------- | ------- | --------------------------- | ------------- | ------------- | ------------- | ------------------------------------------------- | ---------------------------- |
| 金剛 Kongō （こんごう）     | DDG-173 | 三菱重工業長崎造船廠        | 1990年5月8日  | 1991年8月26日 | 1993年3月25日 | 第1護衛隊群第5護衛隊 司令部橫須賀，定泊於佐世保。 | 大阪府、奈良縣境的金剛山。   |
| 霧島 Kirishima （きりしま） | DDG-174 | 三菱重工業長崎造船廠        | 1992年4月7日  | 1993年8月19日 | 1995年3月16日 | 第4護衛隊群第8護衛隊 司令部吳港，定泊於橫須賀。   | 宮崎縣、鹿兒島縣境的霧島山。 |
| 妙高 Myōkō （みょうこう）     | DDG-175 | 三菱重工業長崎造船廠        | 1993年4月8日  | 1994年10月5日 | 1996年3月14日 | 第3護衛隊群第7護衛隊，定泊於舞鶴。                | 新潟縣境的妙高山。           |
| 鳥海 Chōkai （ちょうかい）    | DDG-176 | 石川島播磨重工業東京第1工廠 | 1995年5月29日 | 1996年8月27日 | 1998年3月20日 | 第2護衛隊群第6護衛隊，定泊於佐世保。              | 山形縣、秋田縣境的鳥海山。   |

## 登場作品
- 《亡國神盾艦》（日语：亡国のイージス）：以福井晴敏的小說作品改編而成，於2005年上映的電影，在電影中同級艦之一的妙高號是以虛構的護衛艦「磯風」（日语：いそかぜ）的名義出現。
- 《卡美拉3 邪神覺醒》（日语：ガメラ3 邪神覚醒）：1999年上映的日本電影，金剛級曾在劇中的新聞資料VTR中出現。
- 《新世紀福音戰士》 ：1995年開播的日本動畫作品，在劇情中金剛級艦是以聯合國海軍艦艇的名義出現。
- 《索里頓的惡魔》（日语：ソリトンの悪魔）：日本小說家梅原克文（日语：梅原克文）在1995年時出版的小說作品。
- 《哥吉拉×摩斯拉×機械哥吉拉 東京SOS》（日语：ゴジラ×モスラ×メカゴジラ 東京SOS）：2003年時上映的日本科幻電影，金剛級艦在片中參與海上自衛隊艦隊進行哥吉拉的攔截任務。
- 《次元艦隊》（日语：ジパング）：日本漫畫家川口開治自2001年起連載的軍事漫畫作品，虛構的同級護衛艦「未來」（舷號：DDH-182）曾在劇情中出現，並配有戰斧巡弋飛彈和直昇機庫。
- 《宣戰佈告（日语：宣戦布告 (小説)）》：以麻生幾（日语：麻生幾）的政治懸疑小說為基礎於2002年時改編的電影作品，原作小説中曾提及妙高號的出現，但在實際拍攝電影時因為無法取得海上自衛隊的協助，因此改用阿利·伯克級導彈驅逐艦代替。
- 《空戰奇兵5》（ACE COMBAT 5）：日本遊戲商南夢宮（Namco）在2005年時發行的PS2主機用空戰遊戲軟體，在遊戲內容中一艘後部甲板裝載了ASROC啟動裝置的同型艦，以敵艦角色的身份出現。
- 《戰鬥妖精雪風》 ：2006年時播映的小說改編OVA作品，在動畫版中金剛級護衛艦曾以派遣往南極的聯合國艦隊核動力航空母艦之護航艦之身分登場。
- 《勇者王》（日语：勇者王ガオガイガー）：於1997至1998年間播映的日本動畫作品，在片中曾出現停在横須賀港內的霧島號被瞳原種融合的情節。
- 《天翔少女》（日语：スカイガールズ）：2006年時播映的OVA，與以OVA為基礎在2007年時播映的電視版動畫作品。在電視版動畫的24與25集裡面，金剛級艦曾以戰艦「攻龍」的護衛艦之姿出現。
- 《學園默示錄》（日语：学園黙示録 HIGHSCHOOL OF THE DEAD）：2006年時開始連載的漫畫與一系列以其為基礎所衍生的小說、電視動畫作品。在劇情中，海上自衛隊的金剛號與霧島號在各國之間發生核戰時，參與攔截中國發射的東風-21型飛彈的任務。
- 《超級戰艦》（Battleship）：2012年上映的美國電影，在劇情中妙高號因參與環太平洋聯合軍演而前往夏威夷，在與美國海軍艦隊共同對抗來襲的外星艦隊時遭敵方砲火擊沉。影片實際上為愛宕級。
- 《名偵探柯南：絕海的偵探》：現實中的金剛型神盾飛彈驅逐艦霧島號包含於素材中。
- 《變形金剛3》

### 相關
- 愛宕級驅逐艦 日本
- 摩耶級驅逐艦 日本
- 秋月級驅逐艦 日本
- 朝日級驅逐艦 日本
- 阿利·伯克級驅逐艦 美国

### 同類型艦
- 驱逐舰
- 阿利伯克级驱逐舰 美国
- 45型驅逐艦 英国
- 地平線級驅逐艦 法國 義大利
- 霍巴特級驅逐艦
- 世宗大王級驅逐艦
- 加爾各答級驅逐艦 印度
- 維沙卡帕特南級驅逐艦 印度